# NGC 459
NGC 459 é uma galáxia espiral (Sbc) localizada na direcção da constelação de Pisces. Possui uma declinação de +17° 33' 45" e uma ascensão recta de 1 horas, 18 minutos e 08,2 segundos.
A galáxia NGC 459 foi descoberta em 15 de Outubro de 1784 por William Herschel.